# Митридат I (царь Коммагены)
Митридат I Калинник (греч. Μιθριδάτης ὀ Кαλλίνικος) — третий царь Коммагены, происходивший из армянской династии Еревандидов. Являлся сыном правителя Коммагены Сама Коммагенского.
Митридат умер в 70 до н. э., и наследником престола стал его родной сын Антиох I Теос.

## Семья
До своего восшествия на престол между странами Митридат женился на дочери правителя Сирии Антиоха VIII Грипа Лаодике VII Тее на фоне заключенного мирного договора. Супруга в 86 году до н. э. родила царю сына Антиоха, ставшего впоследствии царем Коммагены.